# Punta de la Falconera
La Punta de la Falconera és una muntanya de 753 metres que es troba entre els municipis de Margalef i de la Morera de Montsant, a la comarca catalana del Priorat.